# Tunnels
Tunnels (br: Túneis) é um bestseller internacional e primeiro livro da série Tunnels de Roderick Gordon e Brian Williams.
O romance conta a história de Will, um garoto de 14 anos cuja única afinidade com seu excêntrico pai é a paixão pela arqueologia. Ele passa a maior parte do seu tempo livre cavando buracos nos arredores do terreno de sua casa para realizar descobertas científicas, fugir da pressão da escola e da mesmice da família. Um dia, seu pai desaparece misteriosamente por um túnel que Will não conhecia, e o garoto começa a cavar, literalmente, a verdade por trás do sumiço do pai. Este é o mote de Túneis, sucesso na Europa e nos EUA que a Rocco traz agora para o Brasil. Escrito pela dupla Roderick Gordon e Brian Williams, o livro tem adaptação garantida para o cinema e já foi vendido para 35 países. Túneis é a aposta do agente literário Barry Cunningham, responsável, no fim da década de 1990, por descobrir Harry Potter e sua então desconhecida criadora, J. K. Rowling. O livro já possui cinco continuações: Deeper (br: Profundezas), FreeFall (br: Vertigens), Closer (br: Armadilhas), Spiral  (br: Espirais) e Terminal (Terminais) , todos já publicados no Brasil. 

## Filme
Os direitos para o filme Tunnels (livro 1) foram vendidos a Relativity Media, com expectativa de ser lançado em 2010. Relativity Media é a companhia responsável por 3:10 to Yuma, Hellboy II: The Golden Army, e The Spiderwick Chronicles.
O diretor será Mikael Håfström.